# Zygophylax abyssicola
Zygophylax abyssicola is een hydroïdpoliep uit de familie Lafoeidae. De poliep komt uit het geslacht Zygophylax. Zygophylax abyssicola werd in 1926 voor het eerst wetenschappelijk beschreven door Stechow. 